# Olivier Nkamhoua
Olivier Robinson Nkamhoua (* 2. Mai 2000 in Helsinki) ist ein finnischer Basketballspieler.

## Werdegang
Nkamhoua spielte in der Saison 2016/17 in der zweiten finnischen Liga für Helsingin NMKY. Er ging in die Vereinigten Staaten, war zunächst jeweils ein Jahr Schüler und Basketballspieler an der Richard Montgomery High School und an der Bishop Walsh School, beide im Bundesstaat Maryland gelegen.
Von 2019 bis 2023 spielte der Finne während seines Studiums für die Mannschaft der University of Tennessee, dann 2023/24 für jene der University of Michigan.
Anfang Juli 2024 wurde Nkamhoua vom deutschen Bundesligisten Niners Chemnitz verpflichtet.

### Nationalmannschaft
Nkamhoua war finnischer Jugendnationalspieler. 2023 nahm er mit Finnlands Herrennationalmannschaft an der Weltmeisterschaft teil.

## Familie
Nkamhouas Mutter ist finnischer und schottischer Abstammung, sein Vater ist Kameruner.